# Orden de nacimiento

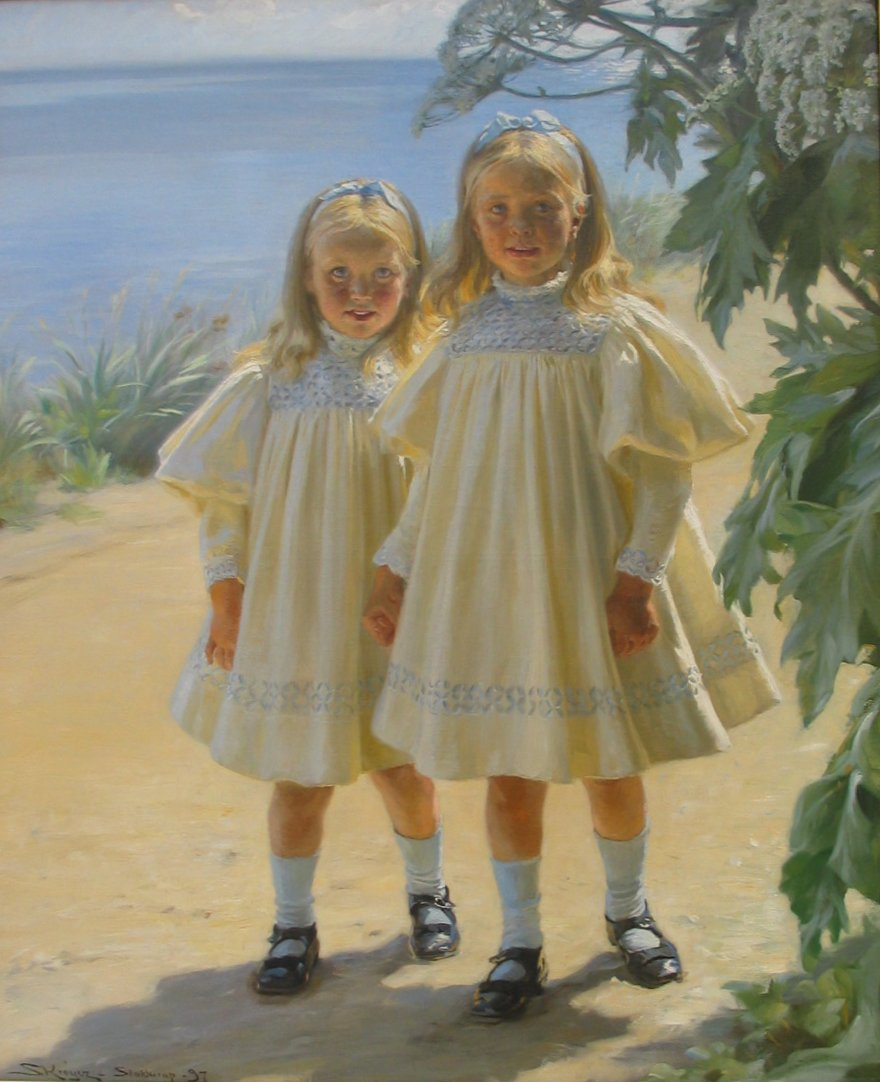
El orden de nacimiento puede afectar a la psicología humana de cada persona, aunque muchos supuestos efectos pueden ser atribuidos a otros factores.

El orden de nacimiento se define como el rango de edad que tiene una persona en relación con sus hermanos o la posición numérica que ocupa según el orden de nacimiento. El orden de nacimiento a menudo se cree que tienen un efecto profundo y duradero en el desarrollo psicológico, y que influye mucho en la personalidad. Esta afirmación ha sido repetidamente cuestionada por investigadores, sin embargo, el orden de nacimiento sigue presente en la psicología y la cultura popular.
Ya sea el Efecto del hermano del medio o el Efecto del orden de nacimiento de los hermanos